# Hyaenodontidae
Os Hienodontídeos (Hyaenodontidae Leidy, 1869, que significa: hyaena - hiena; odonte - dente; e idea - relacionado, designação comum às famílias de animais) foram uma família de mamíferos placentários carnívoros de aspecto muito arcaico, incluídos tradicionalmente na ordem Creodonta e superordem Ferae, mas cujas afinidades verdadeiras possam ser com mamíferos afrotheres. Sua primeira aparição no registro fóssil data do Paleoceno Superior africano, e extinguiram-se no final do período Mioceno. Uma classificação mais usual inclui os Limnocyoninae como uma subfamília dos hienodontídeos, sendo subdividida em duas tribos, os Limnocyonini e os Machaeroidini. As relações destes dois subgrupos com o resto da família são muito polêmicas, assim como a relação dos hienodontídeos como um tudo com o outro grupo de Creodontes, os Oxyaenidae, mais antigos e no passado considerados como os antecessores dos Hyaenodontidae.
Os novos achados de hienodontídeos muito primitivos no Paleoceno Superior do Marrocos, Tinerhodon e Boualitomus, fortaleceram a hipótese de que este grupo de mamíferos carnívoros descendem de eutérios primitivos do grupo dos Cimolesta.

## Taxonomia da famíliaHyaenodontidaeLeidy, 1869

### SubfamíliaProviverrinaeSchlosser, 1886
- Consobrinus Lange-Badré, 1979 - Eoceno Superior a Oligoceno Inferior, sul da Europa.
  - Consobrinus quercy Lange-Badré 1979
- Paenoxyaenoides Lange-Badré 1979
  - Paenoxyaenoides ligurtator Lange-Badré 1979
- Tinerhodon Gheerbrant 1995
  - Tinerhodon disputatum Gheerbrant, 1995 - Paleoceno Superior, Ouled Abdoun, Marrocos
- Glibzegdouia Crochet, Peigne & Mahboubi 2001
  - Glibzegdouia tabelbalaensis Crochet, Peigne & Mahboubi 2001 - Eoceno, Glib Zegdou, Argélia
- Indohyaenodon Bajpai et alii, 2009
  - Indohyaenodon raoi Bajpai et alii, 2009 - Eoceno Inferior, Vastan, Índia
- Orienspterodon Egi et al., 2007
  - Orienspterodon dahkoensis (Chow, 1975) - Eoceno médio (Formação Lumeiyi, Bacia de Lunan, Yunnan, sul da China; Rencun, Formação Heti, Bacia de Yuanqu, Henan, China central; Formação Pondaung, Myanmar.

### SubfamíliaArfianinaeSolé, 2012
- Arfia Van Valen, 1965 - América do Norte e Europa
  - Arfia langebadreae Lavrov & Lopatin, 2002 - Eoceno Inferior, Bumbanian, Naran Bulak, Mongólia
  - Arfia junnei Gingerich, 1989 - Eoceno Inferior, Wasatchiano (Wa0), EUA
  - Arfia opisthotoma (Matthew, 1901) - Eoceno Inferior (Wa2-Wa3), Four Mile, EUA
  - Arfia shoshoniensis (Matthew, 1915) - Eoceno Inferior (Wa2-Wa3), Four Mile, EUA
  - Arfia zele Gingerich & Deutsch, 1989
  - Arfia gingerichi Smith & Smith, 2001 - Eoceno Inferior, Esparnaciano (MP7), Dormaal, Bélgica

### SubfamíliaSinopaninaeSolé, 2012
- Prototomus Cope, 1874 - América do Norte
  - Prototomus deimos Gingerich & Deutsch, 1989 - Eoceno Inferior, Wasatchiano (Wa0-Wa3), EUA
  - Prototomus martis Gingerich & Deutsch, 1989 - Eoceno Inferior (Wa2-Wa3), Four Mile, EUA
  - Prototomus phobos Gingerich & Deutsch, 1989 - Eoceno Inferior (Wa2-Wa3), Four Mile, EUA
  - Prototomus robustus (Matthew, 1915) - Eoceno Inferior (Wa2-Wa5), Four Mile, EUA
  - Prototomus secundarius Cope, 1875 - Eoceno Inferior (Wa2-Wa5), Four Mile, EUA
  - Prototomus viverrinus Cope, 1874
  - Prototomus girardoti Smith & Smith, 2001 - Eoceno Inferior, Esparnaciano (MP 7), Dormaal, Bélgica
  - Prototomus minimus Smith & Smith, 2001 - Eoceno Inferior, Esparnaciano (MP 7), Dormaal, Bélgica
  - Prototomus sp. - Eoceno Inferior, Bumbanian, Naran Bulak, Mongólia
- Acarictis Gingerich & Deutsch, 1989
  - Acarictis ryani Gingerich & Deutsch, 1989 - Eoceno Inferior, Wasatchiano (Wa0), América do Norte
- Gazinocyon Polly, 1996
  - Gazinocyon vulpeculus (Matthew,1915) (=Sinopa vulpecula)
- Galecyon Gingerich & Deutsch, 1989
  - Galecyon morloi Smith & Smith, 2001 - Eoceno Inferior, Esparnaciano (MP7), Dormaal, Bélgica
  - Galecyon mordax (Matthew, 1915) - Eoceno Inferior, Wasatchiano, EUA
- Proviverroides Bown, 1982
  - Proviverroides piercei Bown, 1982 - Eoceno Médio, EUA
- Sinopa Leidy, 1871 - China e América do Norte
  - Sinopa major Wortman, 1902
  - Sinopa rapax Leidy, 1871 - EUA
  - Sinopa grangeri
  - Sinopa minor
  - Sinopa pungens
- Tritemnodon Matthew, 1906 - China e América do Norte
  - Tritemnodon agilis (Marsh, 1872) - EUA
  - Tritemnodon strenuus
- Pyrocyon Gingerich & Deutsch, 1989
  - Pyrocyon hians
  - Pyrocyon dioctetus Gingerich & Deutsch, 1989 - EUA

### SubfamíliaProviverrinaeSchlosser, 1886 (sensu Solé)
- Matthodon Lange-Badré & Haubold
  - Matthodon tritens - Eoceno Médio, Geiseltal Inferior (MP11), Alemanha
- Oxyaenoides
  - Oxyaenoides bicuspidens Matthes, 1967 - Eoceno Médio, Geiseltal (MP11), Alemanha
- Francotherium Rich, 1971
  - Francotherium lindgreni Rich, 1971 - Eoceno Inferior, Ypresiano (MP10), Mancy, França
- Parvagula Godinot et al.,1987
  - Parvagula palulae Godinot et al.,1987 - Eoceno Inferior, Esparnaciano (MP7), Palette, França.
- Lesmesodon Morlo & Habersetzer, 1999
  - Lesmesodon edingeri (Springhorn, 1982) (="Proviverra" edingeri) - Eoceno Médio, Luteciano (MP 11), Messel, Alemanha
  - Lesmesodon behnkeae Morlo & Habersetzer, 1999 - Eoceno Médio, Luteciano, Messel (MP 11), Alemanha
- Quercitherium
  - Quercitherium tenebrosum - Eoceno Superior, França e Suíça.
- Proviverra Rütimeyer, 1862
  - Proviverra longipes (Peterson, 1919)
  - Proviverra typica Rütimeyer, 1862 - Eoceno Superior, Bartoniano, Egerkingen Fissura Gama (MP14), Suíça; Eoceno Médio (MP11-13), Geiseltal, Alemanha
  - Proviverra gracilis
  - Proviverra eisenmanni Godinot, 1981 - Eoceno Inferior (MP 7), Rians, França.
- Praecodens Lange-Badré, 1981
  - Praecodens acutus
- Geiselotherium Matthes, 1952
  - Geiselotherium pilzi Matthes, 1952
  - Geiselotherium robustum Matthes, 1952
- Alienetherium Lange-Badré, 1981
  - Alienetherium bruxwilleri

("AVANÇADOS")
- Allopterodon Ginsburg, Arques, de Broin et al. 1978
  - Allopterodon minor (Filhol, 1877)
  - Allopterodon bulbosus Lange-Badré, 1979
  - Allopterodon torvidus (Van Valen 1965) - Eoceno Superior, Bartoniano (MP 14), Egerkingen Fissura Gama, Suíça

- Leonhardtina Matthes, 1952
  - Leonhardtina gracilis Matthes, 1952 - Eoceno Médio, Luteciano (MP12-13), Geiseltal, Alemanha
- Eurotherium Polly & Lange-Badré, 1993
  - Eurotherium matthesi Lange-Badre & Haubold 1990 (=Allopterodon matthesi) - Eoceno Médio (MP11), Unterkohle Geiseltal, Alemanha
  - Eurotherium theriodis (Van Valen 1965) (=Allopterodon theriodis)
- Prodissopsalis Matthes, 1950
  - Prodissopsalis eocaenicus Matthes, 1952 - Eoceno Médio, Luteciano (MP 11), Messel, Alemanha; Mittelkohle Geiseltal (MP12-13).
  - Prodissopsalis phonax - Eoceno Médio, Egerkingen, Suiça (=Allopterodon?)
  - Prodissopsalis ginsburgi - Eoceno Superior, Bartoniano, Rhone-Alpes, França
- Cynohyaenodon Filhol 1873
  - Cynohyaenodon cayluxi Filhol, 1873 - Eoceno Superior, Bartoniano (MP 16), Le Bretou, Quercy, França.
  - Cynohyaenodon lautricensis Lange-Badré, 1979
  - Cynohyaenodon trux - Eoceno Médio, Egerkingen (MP14) e Geiseltal (MP12-13).
- Paracynohyaenodon Martin, 1906
  - Paracynohyaenodon magnus (Crochet, 1988) (=Cynohyaenodon magnus) - Eoceno Superior, Bartoniano (MP 16), Le Bretou, Quercy, França.
  - Paracynohyaenodon schlosseri - Eoceno Superior, Bartoniano, Rhone-Alpes, França
  - Paracynohyaenodon morrisi - Irdin Manha, Mongólia

(CLADO AFRO-ASIÁTICO)
- "Sinopa"
  - "Sinopa" ephalmos
  - "Sinopa" atrox
  - "Sinopa" aethiopica Andrews, 1906
- Teratodon Savage, 1965
  - Teratodon spekei Savage, 1965 - Mioceno Inferior, Napak, Uganda
  - Teratodon enignae Savage, 1965
- Paratritemnodon Ranga Rao, 1973
  - Paratritemnodon indicus Ranga Rao, 1973
  - Paratritemnodon jandewalensis Thewissen, Williams & Hussain, 2001
- Masrasector Simons & Gingerich 1974
  - Masrasector pithecodacos
  - Masrasector ligabuei Crochet et al., 1990 - Oligoceno Inferior, Ashawq, Taqah, Omã.
  - Masrasector aegypticus Simons & Gingerich 1974 - Oligoceno Inferior, Jebel Qatrani, Egito.
- Yarshea Egi et alii, 2004
  - Yarshea cruenta Egi et alii, 2004 - Eoceno Superior, Pondaung, Myanmar
- Kyawdawia Egi et al., 2005
  - Kyawdawia lupina Egi et al., 2005 - Eoceno Superior, Pondaung, Myanmar

### SubfamíliaKoholiinaeCrochet, 1988
- Lahimia Solé et alii, 2009
  - Lahimia selloumi Solé et alii, 2009 - Paleoceno Superior, Ouled Abdoun, Marrocos
- Boualitomus Gheerbrant, 2006
  - Boualitomus maroccanensis Gheerbrant, 2006 - Eoceno Inferior, Marrocos
- Koholia Crochet, 1988
  - Koholia atlasense Crochet, 1988 - Eoceno Médio, El Kohol, Argélia

### SubfamíliaHyaenodontinaeLeidy, 1869
- Neoparapterodon Lavrov, 1996
  - Neoparapterodon rechetovi (Dashzeveg, 1985) (="Pterodon" rechetovi) - Eoceno Médio, Khaitchin, Mongólia e Mongólia Interior.
  - Neoparapterodon sp. - Eoceno Inferior, Alai, Quirguízia
- Isphanatherium Lavrov and Averianov, 1998
  - Isphanatherium ferganense Lavrov and Averianov, 1998 - Eoceno Inferior, Alai, Quirguízia.
- "Pterodon"
  - "P." hyaenoides Matthew and Granger, 1925 - Eoceno Médio, Shara Murun, Mongólia e Mongólia Interior.
  - "P." exploratus Dashzeveg, 1985 - Eoceno Superior, Ergilin Dzo,Mongólia
- Hyaenodon Laizer and Parieu, 1838
  - Hyaenodon exiguus (Gervais, 1872)
  - Hyaenodon leptorhynchus Laizer and Parieu, 1838 - Oligoceno Superior, Chattiano, Europa
  - Hyaenodon filholi Schlosser, 1877 (=H. vulpinus) - Europa
  - Hyaenodon rossignoli - Europa
  - Hyaenodon dubius - Europa
  - Hyaenodon heberti - Eoceno Superior, Europa
  - Hyaenodon milloquensis - Oligoceno Superior, Chattiano, Europa
  - Hyaenodon bavaricus - Oligoceno Superior, Chattiano, Europa
  - Hyaenodon venturae (=Protohyaenodon venturae Mellett, 1977 - Eoceno Superior, Duchesneano a Chadroniano, EUA
  - Hyaenodon montanus (=Protohyaenodon montanus)- Eoceno Superior, Chadroniano, EUA
  - Hyaenodon crucians (=H. leptocephalus, Pseudopterodon minutus, H. paucidens, "Protohyaenodon crucians") - Eoceno Superior, Duchesneano, a Oligoceno Superior, Orellano, EUA e Canadá.
  - Hyaenodon brevirostrus Macdonald, 1970 - Oligoceno Médio, Whitneyano, a Oligoceno Superior, Arikareeano.
  - Hyaenodon horridus (= H. cruentus, "Neohyaenodon horridus")- Eoceno Superior, Chadroniano, a Oligoceno Médio, Whitneyano, EUA.
  - Hyaenodon megaloides Mellett, 1977 - Eoceno Superior, Chadroniano, EUA
  - Hyaenodon microdon- Eoceno Superior, Chadroniano, EUA
  - Hyaenodon minor - Eoceno Superior, Headoniano (MP17), França e Inglaterra
  - Hyaenodon mustelinus- Eoceno Superior, Chadroniano, EUA
  - Hyaenodon raineyi - Eoceno Superior, Chadroniano, EUA.
  - Hyaenodon vetus Stock, 1933 (=Pterodon californicus, Neohyaenodon vetus)
  - Hyaenodon yuanchuensis Young, 1937 - Eoceno Médio, Heti, Bacia do Yanqu, China.
  - Hyaenodon gigas Dashzeveg, 1985 (=Neohyaenodon gigas) - Eoceno Superior, Ergilin Dzo,Mongólia
  - Hyaenodon mongoliensis (Dashzeveg, 1964) (=Megalopterodon mongoliensis, Neohyaenodon mongoliensis) - Eoceno Superior, Mongólia
  - Hyaenodon weilini Qiu & Wang, 2005 - Mioceno Inferior, Membro Médio da Fornação Xianshuihe, Zhangjiaping, China.
  - Hyaenodon incertus Dashzeveg, 1985- Eoceno Superior, Ergilin Dzo,Mongólia
  - Hyaenodon eminus Matthew & Granger, 1925 - Eoceno Superior, Ergilin Dzo,Mongólia
  - Hyaenodon chunkhtiensis Dashzeveg, 1985 (= H. eminus?) - Eoceno Superior, Ergilin Dzo,Mongólia
  - Hyaenodon pervagus Matthew & Granger, 1924 - Oligoceno Inferior, Loh, Hsanda Gol, Mongólia
  - Hyaenodon neimongoliensis Huang & Zhu, 2002 (=H. pervagus?)
- Propterodon Martin, 1906
  - Propterodon irdinensis Matthew & Granger, 1995 - Eoceno Médio, Mongólia.
- Macropterodon Lavrov, 1999
  - Macropterodon zelenovi- Eoceno Superior, Ergilin Dzo,Mongólia
- Ischnognathus Stovall, 1948
  - Ischnognathus savagei Stovall, 1948 - EUA

## FamíliaLimnocyonidaeou SubfamíliaLIMNOCYONINAEWortman, 1902
- Subfamília Limnocyoninae ou Tribo Limnocyonini Wortman, 1902
- Subfamília Machaeroidinae ou Tribo Machaeroidini

## Filogenia

### Egi et alii, 2005
+------Proviverra
|
`+--+--Allopterodon
```
|  `---Leonhardtina
`-+--+--Eurotherium
  |  `---Prodissopsalis
  `-+--+--Paracynohyaenodon
    |  `---Cynohyaenodon
    `-+-- "Sinopa" africana
      `--+-----Metasinopa
         `-+--+--- Anasinopa
           |  `-- Dissopsalis
           `-+--o---- Paratritemnodon
             `----+- Masrasector
                  `-- Kyawdawia
```

### Peigné et alii, 2007
+-+-+----Proviverra

```
 | |
 | +----Allopterodon
 | | `---Leonhardtina
 | +--+--Eurotherium
 | |  `---Prodissopsalis
 | `-+--+--Paracynohyaenodon
 |      `---Cynohyaenodon
 `--+--+--+-Arfia
    |  |
    |  +--+----+-- "Sinopa" africana
    |  |       `--+-----Metasinopa
    |  |          `----+--- Anasinopa
    |  |               `-- Dissopsalis (HYAINAILOURINAE)
    | `----------+---- Paratritemnodon
    |            `-- Kyawdawia
    +----+- Prolimnocyon
    |    `----+- Limnocyoninae
    `--+--------- Masrasector
       `-+---- Prototomus
          `----+- Sinopa e outros
```